# Miwok de la sierra del nord
El miwok de la sierra del nord (també anomenat Sacian) és una de les llengües miwok parlades a Califòrnia, a l'alt de les valls del Mokelumne i Calaveras. El 1994 tenia sis parlants.